# Smokey eyes

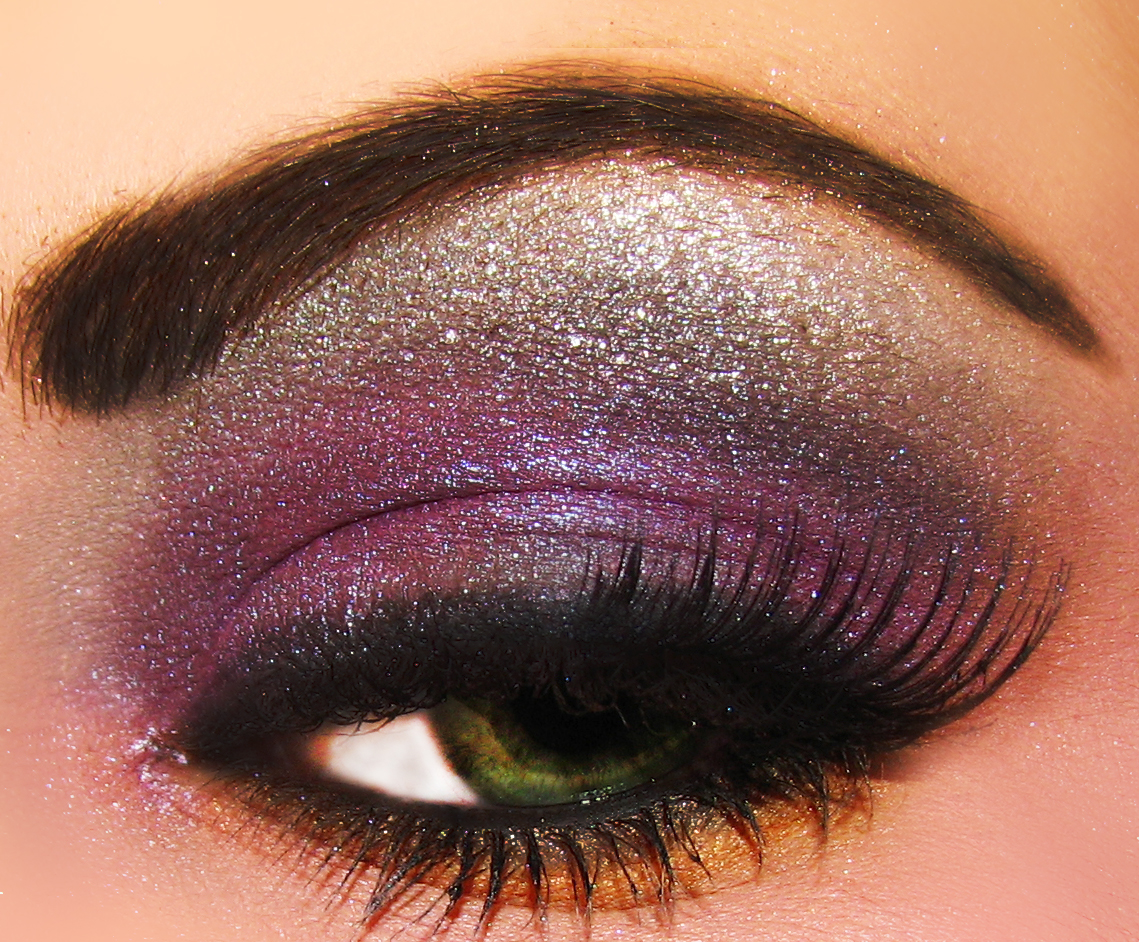
Smokey eyes w fioletowych odcieniach

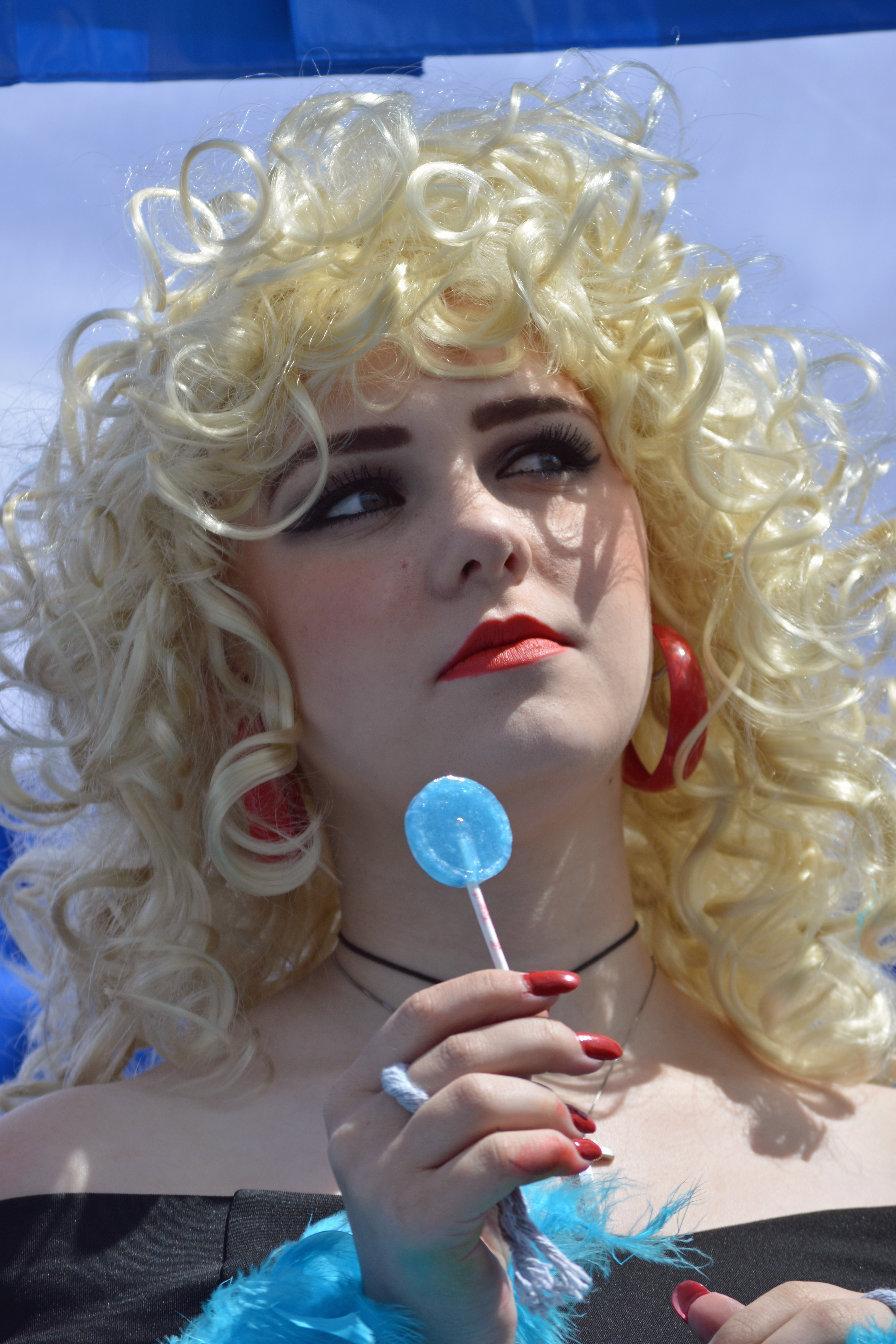
Klasyczny makijaż smokey eyes wykonany przy użyciu czarno-szarych cieni

Smokey eyes (z ang. przydymione oczy) – styl w makijażu, którego głównym celem jest mocne zaakcentowanie oczu. Do jego wykonania używa się cieni w ciemnych kolorach, najczęściej są to odcienie czerni oraz szarości. Dzięki silnemu kontrastowi smokey eyes podkreśla zarówno kształt oczu, jak i kolor tęczówki.

## Wykonanie
Do wykonania smokey eyes potrzeba minimum dwóch cieni – ciemniejszego i średniego – które umożliwiają uzyskanie idealnego przejścia kolorów na powiece. Z racji, że ostre, ciemne krawędzie wizualnie pomniejszają oczy, w smokey eye bardzo ważnym krokiem jest dokładne roztarcie kolorów – najlepiej za pomocą matowego, jasnego cienia. Oprócz cieni do wykonania przydymionego oka potrzebna czarnej kredki lub eyelinera za pomocą których, należy obrysować oko – zaznaczając dolną i górną linię rzęs (ten element jest typowy dla tego rodzaju makijaży). Wewnętrzny kącik oka malowany jest jasnym, perłowym lub matowym kolorem, aby optycznie je powiększyć. Ostatni element to kilkukrotne pomalowanie rzęs tuszem lub przyklejenie sztucznych kępek dla bardziej dramatycznego efektu. 